# Gyapjas susulyka
A gyapjas susulyka (Inocybe lanuginosa) a susulykafélék családjába tartozó, Eurázsiában és Észak-Amerikában honos, lomberdőkben és fenyvesekben élő, mérgező gombafaj.

## Megjelenése
A gyapjas susulyka kalapja 2-3 cm széles, alakja fiatalon harangszerű, majd domborúan kiterül középen lapos púpja is lehet; kissé húsos. Felszíne száraz, felületét sűrűn borítják a sötétebb barna nemezes-gyapjas pikkelykék, alapszíne világosabb barna. Közepe gyakran sötétebb. 
Húsa fehéres. Szaga nem jellegzetes vagy dohos, esetleg spermaszerű. Íze nem jellegzetes, kissé dohos.
Közepesen sűrű lemezei tönkhöz nőttek. Színük világosszürke-szürkésbarna, idősen sötét rozsdabarna, élük halványabb. Fiatalon gyorsan lekopó, szürkésfehér kortina borítja őket. 
Tönkje 2-5 cm magas és 0,2-0,5 cm vastag. Alakja hengeres, idővel üregesedik. Színe világosbarna, sötétebb barna pikkelyekkel borított.
Spórapora barna. Spórája elliptikus, vagy majdnem kerek, felszíne csomós, mérete 9-11 x 6-7,5 µm. 

### Hasonló fajok
Az orsóspórás susulyka, a borzas susulyka, a szemcsés lánggombácska, a szakállas pereszke, a fakópikkelyes tőkegomba hasonlíthat hozzá.  

## Elterjedése és termőhelye
Európában és Észak-Amerikában honos. 
Lomberdőkben és fenyvesekben él, talajon vagy (susulykától szokatlan módon) korhadt fán nő. Júniustól szeptemberig terem.

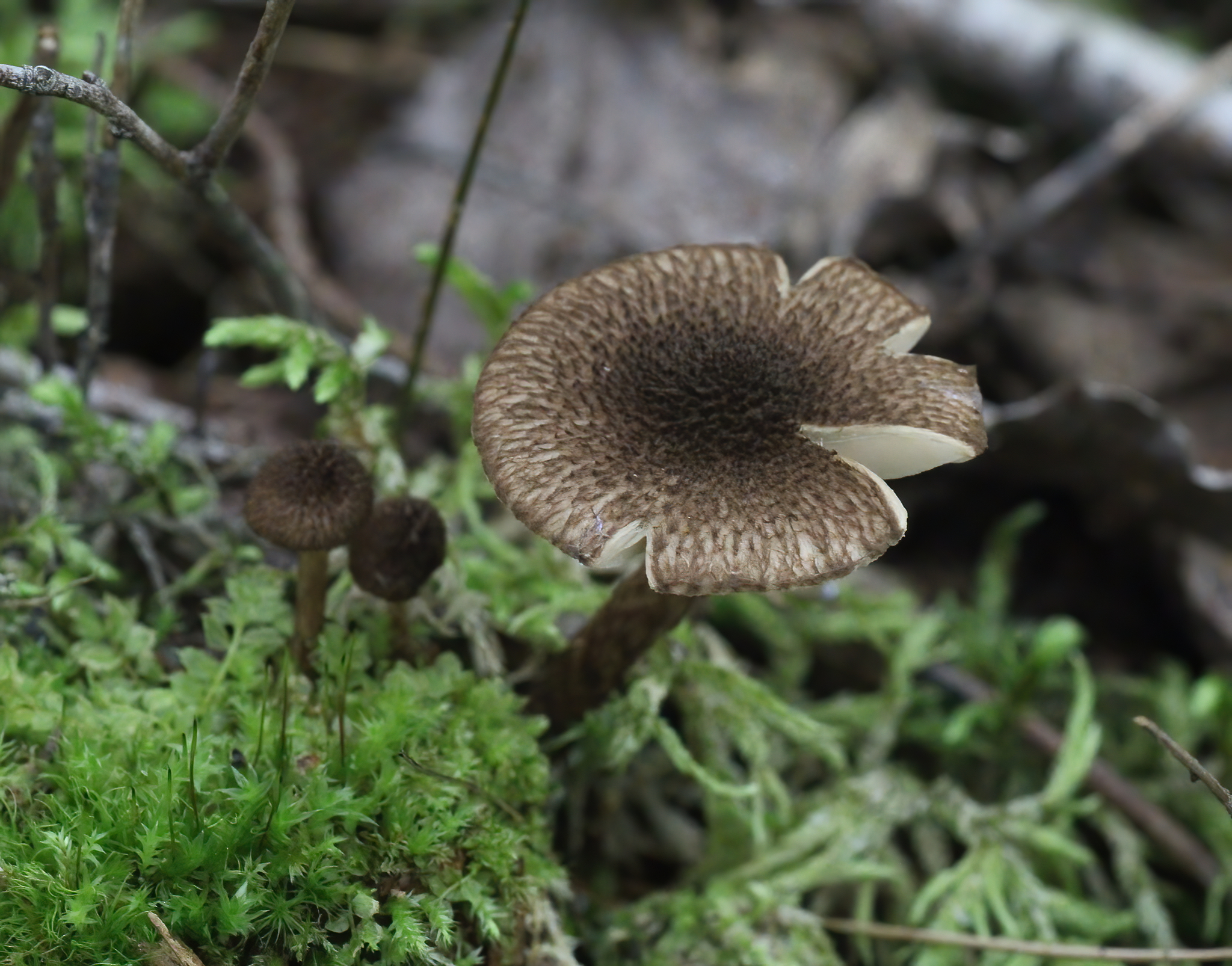
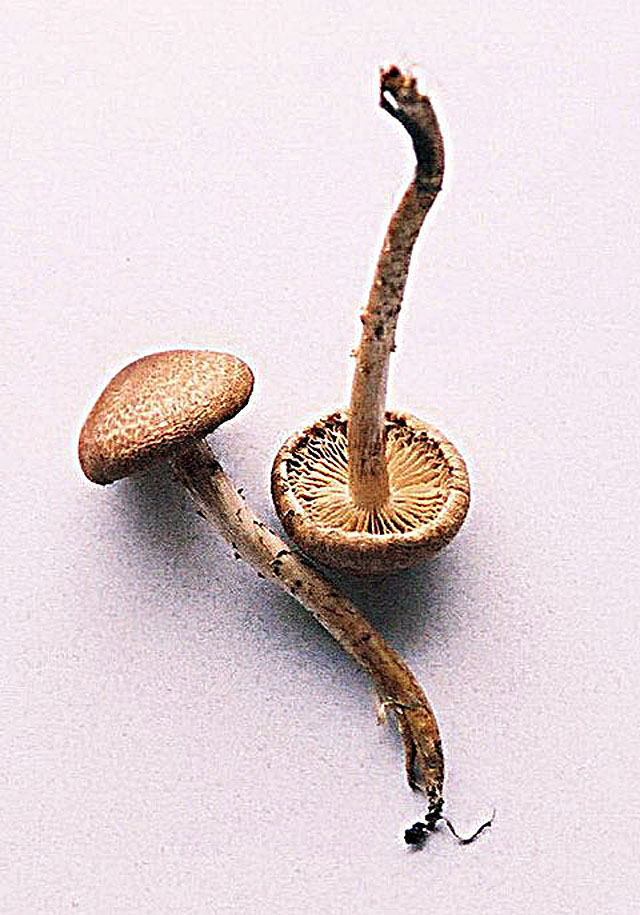
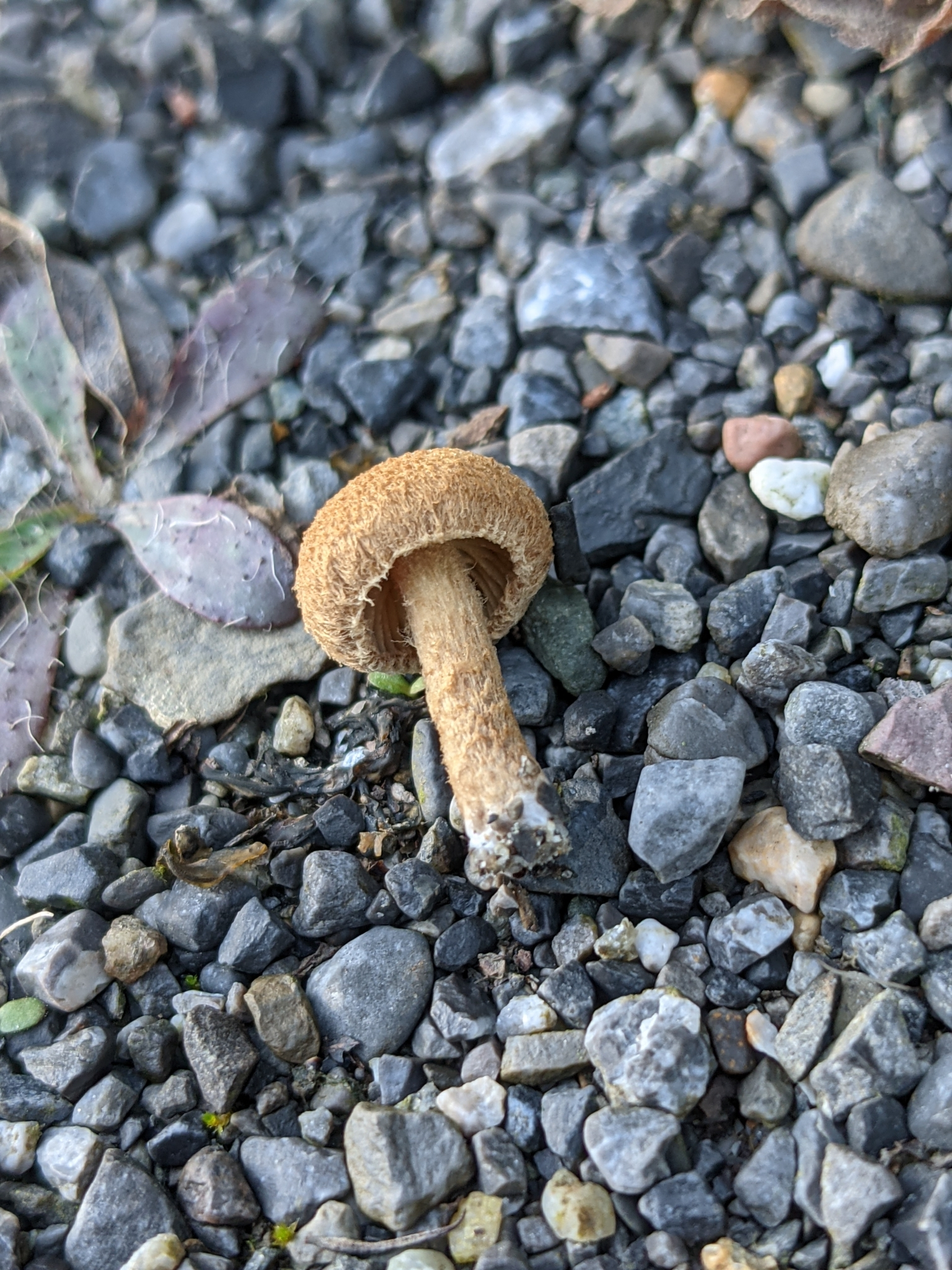
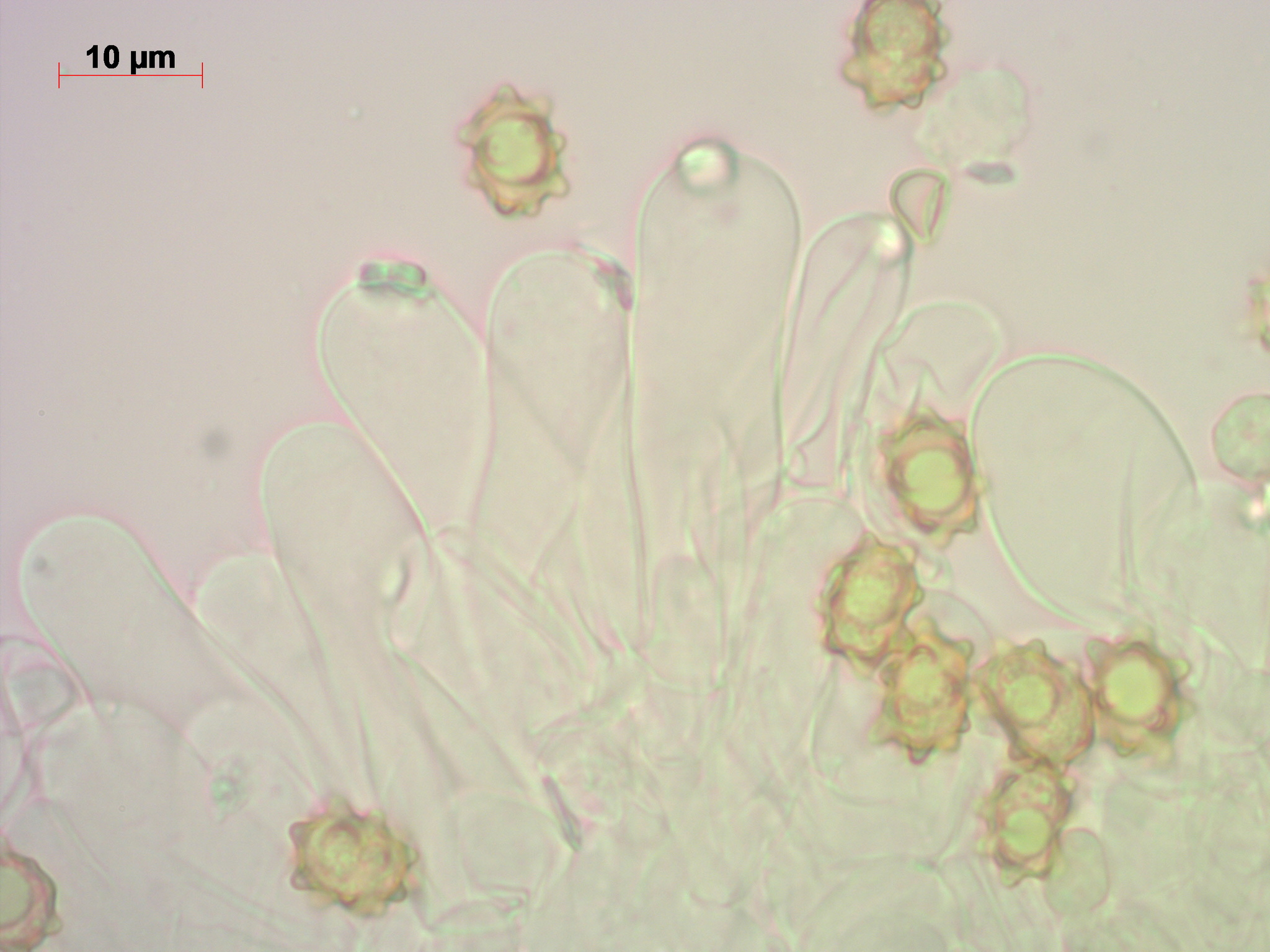

Mérgező, muszkarint tartalmaz.